# Лютеница
Лютеница — болгарская закуска из помидоров и сладких перцев. Также — соус, приправа. Название, вероятно, происходит от слова «лютый», то есть «сильный», «чрезмерный». В состав лютеницы входят перетёртые острый красный перец, сладкий перец, томаты, чеснок, петрушка, растительное масло, уксус, молотый чёрный перец, соль, сахар. Иногда к перечисленным овощам добавляют баклажаны, репчатый лук, морковь. При этом основу соуса составляют сладкие болгарские перцы, обычно сорта капия, которые предварительно запекаются. Во время осеннего сбора урожая овощей лютеницу обычно заготавливают на зиму впрок и закатывают в банки. Есть в продаже в готовом виде готовая к употреблению. Подают к мясу, рыбе, овощам или в качестве закуски. Лютеницу часто намазывают на хлеб, ею заправляют блюда из картофеля, риса или макарон. Традиционный болгарский салат с луком и отварной фасолью готовят с лютеницей.